# Titojtic
Titojtic är en ort i Mexiko.   Den ligger i kommunen Chenalhó och delstaten Chiapas, i den sydöstra delen av landet, 700 km öster om huvudstaden Mexico City. Titojtic ligger 1 292 meter över havet och antalet invånare är 132.
Terrängen runt Titojtic är kuperad söderut, men norrut är den bergig. Runt Titojtic är det ganska tätbefolkat, med 134 invånare per kvadratkilometer. Närmaste större samhälle är El Bosque, 12,7 km norr om Titojtic. I omgivningarna runt Titojtic växer i huvudsak städsegrön lövskog.